# São Pedro das Missões
São Pedro das Missões é um município brasileiro do estado do Rio Grande do Sul. Possui 1.757 habitantes e 79,894 km², com cerca de 22 hab/km². Localiza-se na região intermediária de Passo Fundo e na região imediata de Palmeira das Missões.

## História
A história de São Pedro das Missões iniciou-se em 1913, quando os primeiros moradores chegaram na região, ainda conhecida como Tunas, sobrevivendo a partir do cultivo de erva-mate. Mais tarde, a região denominou-se Guabiroba, devido a quantidade de plantas nativas. As primeiras famílias em São Pedro foram Guilherme Vargas, Ildebrando Baiano, Fastino Cauderom, e posteriormente Silva, Stein, Zandola, Brizolla, Westphalen, Larsen, entre outras.
As primeiras indústrias do município eram moinho a água e uma serraria e, no comércio, estabeleceram-se diversos moradores e famílias. Em 1967, São Pedro das Missões passou a ser reconhecida como distrito de Palmeira das Missões, e finalmente em 1996, emancipou-se e tornou-se município. Atualmente, sua economia é caracterizada por minifúndios, com principal cultivo de erva-mate, milho, feijão preto, soja, suínos, gado, e uma grande agricultura familiar.
A origem do nome São Pedro das Missões remonta a uma igreja católica estabelecida na cidade, cujo padroeiro é São Pedro. Já o nome de Missões vem de sua cidade mãe, Palmeira das Missões.

## Geografia
O território atual do município é de 79,894 km², sendo 0,57 km² urbanizados, com 1.757 habitantes segundo o censo de 2022. Situa-se a 377 km da capital Porto Alegre. Os principais acessos são pela BR 386, que liga o município a Sarandi, e via estrada direta para Palmeira das Missões.
Situa-se na região intermediária de Passo Fundo e na região imediata de Palmeira das Missões. Localizada na latitude 27º46'15" sul e na longitude 53º15'18" oeste, São Pedro das Missões está a uma altitude de 487 metros.

## Educação
O município possui uma taxa de escolarização dos 6 aos 14 anos de 99%, com 211 matrículas no ensino fundamental, em quatro estabelecimentos de ensino, com 37 docentes. No ensino médio, conta com 62 matrículas e 15 docentes em um estabelecimento de ensino.